# 运算
在数学中，一个 运算 被定义为一个将一个或更多个输入值（或称 “运算数” 或 “参数”）对应到一个两定义的输出值的函数。这些运算数的个数被称为该运算的元数。
研究中最常见的运算是二元运算（也就是元数为 2 的运算）如加法、乘法，还有一元运算（也就是元数为 1 的运算）如加法逆、乘法逆。而一个操作数为零的运算，或者说一个零元运算，是一个常数，这种运算在计算机科学中比较常见一些。混合积是一个三元运算的例子。
通常而言一个运算的输入值是有限的，但有时也应当考虑无穷元运算，这时，“通常的”输入值有限的运算就被归类为有限元运算了。

## 运算的类型
有两类常见的运算，一元和二元运算。其中，一元运算仅涉及一个输入值，比如逻辑非或者三角函数等。而对于以加、减、乘、除以及幂为例的二元运算，则需要两个输入值。
除却数字，运算也允许涉及其他数学对象。比如逻辑真值 “真” 和 “假” 就可以通过 “与”、“或”、“非” 这些逻辑运算符连接并参与运算，其中 “与” 和 “或” 为二元运算，而“非”为一元运算；向量可以进行加减； 转动可以通过函数复合进行运算，运算结果是先进行前一个旋转，接着进行后一个旋转的复合旋转。集合上的运算包括二元的交、并运算；函数之间的运算有函数复合、卷积等。
作为一个函数，运算并不总对其域上的所有元定义良好。例如实数上对零做除法或者对负数开平方根就是不被允许的。所有能被运算的值构成一集合，记为该运算的定义域。对于整个定义域上的值，包含该运算作为函数导出的所有值的集合称作该运算的上域，而所有导出值本身构成的集合，称运算的像或者值域。例如前文所述的实数平方根，其定义域即 {\displaystyle \mathbb {R} _{\geq 0}}，值域也是 {\displaystyle \mathbb {R} _{\geq 0}}，上域则是任意一个含有值域的集，此处可以为 {\displaystyle \mathbb {R} }；而实数的除法运算，定义域为 {\displaystyle \mathbb {R} \times \mathbb {R} _{\neq 0}}，值域为 {\displaystyle \mathbb {R} _{\neq 0}}。
此外，多元的运算可以涉及并不相似的元素：向量能够与标量进行数乘运算并得到另一个向量；两个向量可以进行内积运算并最后得到一个标量。一个运算有时也会被赋予一些额外属性如结合律、交换律、反交换律、幂等等。
这些参与运算的值被称作 “参数” 或 “输入”，而得到的值被称作 “值”、“结果” 或 “输出”。运算的元数可以是从 2 到 {\displaystyle \infty } 之间的任何整值。
算符 与运算近似，指的是运算所使用的符号和过程，因而二者并不完全等同。“加法运算”常侧重于输入和输出两端，而“加法算符”（粗略而言，“加号”）则更聚焦于过程，以一种更形式化的说法，即映射 {\displaystyle +\colon X\times X\to X}。

## 定义
一个从 {\displaystyle X_{1},\dots ,X_{n}} 到 {\displaystyle Y}的 {\displaystyle n} 元运算 {\displaystyle \omega } 被认定为映射 
 其中，集合 {\displaystyle X_{1}\times \cdots \times X_{n}} 称作运算的域，{\displaystyle Y}称作运算的上域，非负整数 {\displaystyle n}称作运算的元数。特别地，零元运算仅是上域 {\displaystyle Y}上的一个单一元素。值得指出，{\displaystyle n}元运算完全允许视作 {\displaystyle (n+1)}元关系，该关系对运算的域为全域的，对运算的上域则是唯一的。
一个从 {\displaystyle X_{1},\dots ,X_{n}} 到 {\displaystyle Y}的 {\displaystyle n} 元部分运算，其上域为 {\displaystyle X_{1},\dots ,X_{n}} 的任意子集。
以上叙述常称作 有限关系，参数有限。显然存在扩张，将元数认定为一个无穷序数或者无穷基数，甚至是以任意集作为参数的指标集。
通常情况下，使用”运算“这个词暗含了域是上域的幂这个条件（即上域和自身的一个或更多副本的笛卡儿积），这一性质并不绝对，就像内积运算，并不符合该描述：将两个向量点乘，结果是一个标量。一个 {\displaystyle n}元运算 {\displaystyle \omega \colon X^{n}\to X} 被称作内部运算；一个 {\displaystyle n}元运算 {\displaystyle \omega \colon X^{i}\times S\times X^{n-i-1}\to X}，其中{\displaystyle 0\leq i<n}，被称作由标量集或者算子集 {\displaystyle S} 构造的 外部运算。特别地，二元运算 {\displaystyle \omega \colon S\times X\to X} 称作由 {\displaystyle S} 决定的 左外部运算，相应地 {\displaystyle \omega \colon X\times S\to X}  称作由 {\displaystyle S} 决定的 右外部运算。
一个 {\displaystyle n} 元多值函数 或者 多值运算 {\displaystyle \omega } 是一个从其笛卡儿积到其幂集的形如 {\displaystyle \omega \colon X^{n}\to {\mathcal {P}}(X)}的映射。